# 平肩螺属
平肩螺属（學名：Japelion）是峨螺科之下一個腹足纲软体动物的属。

## 物種
- Japelion adelphicus（荷兰语：Japelion adelphicus） (Dall, 1907)
- Japelion aleuticus（荷兰语：Japelion aleuticus） (Dall, 1895)
- Japelion borealis（荷兰语：Japelion borealis） (Tiba, 1969)
- Japelion hachijoensis（荷兰语：Japelion hachijoensis） (Okutani, 1964)
- Japelion hirasei（荷兰语：Japelion hirasei） (Pilsbry, 1901)
- 侧平肩螺 Japelion latus (Dall, 1918)
- Japelion pericochlion（荷兰语：Japelion pericochlion） (Schrenk, 1863)

## 外部連結
- 維基物種上的相關：平肩螺属